# L'amore è partito/È la fine
L'amore è partito/È la fine è uno split su 45 giri di Francesco Battiato (Francesco era il vero prenome di Franco Battiato, qui al suo esordio) e Dani Andress, pubblicato in Italia nel 1965 come allegato al periodico Nuova Enigmistica Tascabile. I due cantanti sono accompagnati dal complesso "Gli Enigmisti".

## Descrizione
I singoli inclusi insieme alla rivista erano spesso cover di canzoni di successo cantate da artisti esordienti. In questo caso L'amore è partito era stata presentata da Beppe Cardile ed Anita Harris al Festival di Sanremo 1965, mentre È la fine, brano di Ricky Gianco, aveva guadagnato una buona popolarità l'anno precedente.
In copertina, Franco Battiato appoggiato su una panchina di Parco Lambro.

## Tracce
1. Francesco Battiato – L'amore è partito – 3:12 (testo: Beppe Cardile – musica: Franco Cassano e Giuseppe Cardile)
2. Dani Andress – È la fine – 2:50 (testo: Dante Pieretti – musica: Ricky Gianco)

Durata totale: 6:02